# Bonnie Bartlett
Bonnie Bartlett (Wisconsin Rapids, 20 juni 1929) is een Amerikaans actrice.

## Biografie
Bartlett werd geboren in Wisconsin Rapids en groeide op in Moline (Illinois). Zij studeerde acteren aan de Northwestern-universiteit in Illinois. Tijdens haar studietijd leerde zij haar toekomstige man William Daniels kennen. Na hun afstuderen trouwde zij in 1951 en verhuisden naar New York voor hun acteercarrières. Bartlett heeft daar het acteren geleerd van Lee Strasberg. In 1961 kregen zij hun eerste kind, deze stierf echter 24 uur later. Later adopteerde zij twee kinderen, twee jongens. Bartlett en Daniels speelde ook als echtpaar in de televisieserie St. Elsewhere als Ellen en Mark Craig.

## Filmografie

### Films
Selectie:
- 1999 Shiloh 2: Shiloh Season – als Mrs. Wallace
- 1998 Primary Colors – als Martha Harris
- 1996 Shiloh – als Mrs. Wallace
- 1988 Twins – als oude Mary Ann Benedict
- 1983 V – als Lynn Bernstein
- 1982 Frances – als styliste
- 1979 Salem's Lot – als Ann Norton
- 1976 The Last Tycoon – als secretaresse van Brady

### Televisieseries
Selectie:
- 2017 Better Call Saul - als Helen - 2 afl.
- 2006 General Hospital – als Miriam Bullard – 2 afl.
- 1999-2002 Once and Again – als Barbara Brooks – 7 afl.
- 1997-1999 The Practice – als Joanne Oz – 2 afl.
- 1997-1999 Boy Meets World – als Lila Bolander – 5 afl.
- 1995-1998 Home Improvement – als Lucille Taylor – 5 afl.
- 1997-1998 ER – als Ruth Greene – 2 afl.
- 1989-1990 Midnight Caller – als Hillary Townsend King – 4 afl.
- 1990 Wiseguy – als Harriet Weiss – 2 afl.
- 1982-1988 St. Elsewhere – als Ellen Craig – 77 afl.
- 1986 North and South, Book II – als vrouw van generaal – 6 afl.
- 1974-1979 Little House on the Prairie – als Grace Snider – 23 afl.

## Prijzen

### Primetime Emmy Awards
- 1988 in de categorie Uitstekende Actrice in een Bijrol in een Dramaserie met de televisieserie St. Elsewhere – genomineerd.
- 1987 in de categorie Uitstekende Actrice in een Bijrol in een Dramaserie met de televisieserie St. Elsewhere – gewonnen.
- 1986 in de categorie Uitstekende Actrice in een Bijrol in een Dramaserie met de televisieserie St. Elsewhere – gewonnen.

- International Standard Name Identifier: 0000 0000 4437 4136
- Library of Congress Control Number: no2005037452
- Nationale Bibliotheek van Israël: 987007314674105171
- Virtual International Authority File: 58810848
- WorldCat: E39PBJppFwQtv7hVHtBBG3V6Kd